# Битва за Липантитлан
Битва за Липантитлан (англ. Battle of Lipantitlán), также известна как битва за переправу через Нуэсес (Battle of Nueces Crossing), произошла 4 ноября 1835 года у реки Нуэсес между армией Мексики и техасскими повстанцами. Битва была эпизодом Техасской революции. После победы в битве за Голиад в Техасе осталось только два мексиканских гарнизона: в форте Липантитлан у Сан-Патрисио и миссия Аламо у Сан-Антонио де Бехар (сейчас Сан-Антонио). Командир техасских повстанцев, капитан Филип Диммитт, опасался, что Липантитлан может быть использован мексиканской армией как база для атаки на Голиад. Кроме того, Филип Диммитт был рассержен пребыванием двух своих людей в плену. Командир приказал своему адъютанту, капитану Ире Уэстоверу, захватить форт.
Командир форта Липантитлан, Николас Родригес (исп. Nicolás Rodríguez), получил приказ атаковать техасские войска в Голиаде. Родригес отправился в поход и взял с собой основную часть войск гарнизона. В это же время войска техасских повстанцев атаковали форт Сан-Патрисио, где 3 ноября местный житель убедил мексиканский гарнизон сдаться, и на следующий день техасцы разоружили форт. Техасцы отправились обратно в Голиад, но у разлившейся реки Нуэсес их атаковал возвращавшийся отряд капитана Родригеса. Большая дальность стрельбы техасских винтовок вынудила мексиканцев отступить. Один техасец был ранен, 3—5 мексиканских солдат были убиты и 14—17 ранены. Раненым мексиканцам было позволено получить медицинскую помощь в Сан-Патрисио, и оставшиеся мексиканские солдаты отступили в Матаморос.
Техасцы захватили полный контроль над побережьем техасской части Мексиканского залива. Мексиканские войска, базирующиеся в Бехаре, могли теперь получать подкрепления и снабжаться только по суше. Историк Билл Гронеман (англ. Bill Groneman) полагает, что это сыграло свою роль в оставлении мексиканцами Бехара, после чего все мексиканские войска были выведены из Техаса. Бывший форт сейчас является техасским историческим заповедником, который ежегодно посещают тысячи туристов.

## Форт Липантитлан
Форт Липантитлан был построен на месте старого индейского лагеря вдоль западного берега реки Нуэсес, у побережья Мексиканского залива. Сначала лагерь использовался как временная стоянка племени кочевых липан-апачей во время их периодических визитов. После того как апачи покинули область, лагерь часто использовался миссионерами, военными отрядами и торговцами, курсировавшими между Мексикой и техасскими поселениями. В 1825—1826 годах мексиканские власти возвели временный форт, названный Липантитлан, по имени индейского лагеря липан-апачей. Согласно техасцу Джону Дж. Линну (John J. Linn), форт представлял собой простую земляную насыпь, вдоль насыпи была проложена ограда, чтобы земля не расползалась. Форт также подходил как второсортный загон для свиней. Насыпь была окружена рвом. За рвом находились глиняные и деревянные хижины для офицеров и их семей.
В форте были размещены 80—125 солдат 2-й боевой (кавалерийской) роты Тамаульпов (2nd Active (Cavalry) Company of Tamaulipas). Они выполняли обычные обязанности и осуществляли защиту Сан-Патрисио, небольшого поселения в 4,8 км южнее. Небольшие гарнизоны также были размещены в Копано-бэй и Рефухио, большой отряд размещался в форте Президио-ла-Баия в Голиаде.

## Предыстория
«Подавлять сильной рукой всех, кто, забывая свой долг перед нацией, принявшей их как своих детей, стремятся жить по своим собственным правилам, без подчинения законам».
Из приказов мексиканского президента Антонио Лопеса де Санта-Анны генералу Мартину Перфекто де Косу.
В 1835 году федералисты в нескольких внутренних мексиканских штатах восстали против растущей власти централистского режима мексиканского президента Антонио Лопеса де Санта-Анны. В июне среди техасцев произошёл небольшой мятеж против обычных повинностей. Предусмотрительные колонисты начали создавать милицию, якобы для самозащиты. Санта-Анна предполагал, что для подавления мятежей нужны сильные меры, и приказал генералу Косу возглавить мексиканские силы в Техасе. Кос прибыл в Техас 20 сентября.
2 октября, после битвы при Гонзалес, началась Техасская революция. Через несколько дней техасские повстанцы захватили Президио-ла-Баия вблизи Голиада. 20 мексиканских солдат спаслись бегством и вскоре нашли убежище в Копано и Рефухио, эти гарнизоны вскоре оставили свои посты и присоединились к более многочисленному отряду в форте Липантитлан. Солдаты гарнизона начали укреплять оборону форта. По сути, Липантитлан остался последним мексиканским пунктом на техасском побережье, это было жизненно важное звено между внутренними областями Мексики и Бехаром, политическим центром Техаса. Мексиканские войска в Техасе остались только в Липантитлане и Бехаре.
Капитан Филип Диммитт принял командование над техасцами в Президио Ла Баия. В своём письме генералу Стефану Ф. Остину, датированным 15 октября, Диммитт предложил атаковать форт Липантитлан, так как его захват мог «защитить границу, обеспечить жизненно важную оборонную позицию, внести нестабильность в стане централистов и ободрить мексиканских федералистов». Большинство федералистов в Сан-Патрисио боялись возмездия за открытое неповиновение централистской политики Санта-Анны. Они также не хотели посылать делегатов на Совет Техаса — (временное правительство Мексиканского Техаса в ходе Техасской революции), — который должен был решить, будут ли техасцы сражаться за восстановление мексиканской конституции 1824 года или за независимость от Мексики. Солдаты в Липантитлане держали в плену двух подчинённых Диммитта: Джона Уильямса (John Williams) и Джона Тула (John Toole) — за их попытку передать послания лидерам федералистов в Сан-Патрисио 10 и 11 октября. Диммитт надеялся освободить их после захвата Липантитлана.
20 октября Джеймс Пауэр, импресарио в области Сан-Патрисио узнал о том, что солдаты гарнизона Липантитлана получили приказ вернуть Президио ла Баия. Для усиления гарнизона перед атакой ожидалось прибытие 200 кавалеристов, а позже должны были прибыть ещё 200—300 солдат. Хотя Диммитт передал это сообщение разведки Остину, он не получил разрешение атаковать. Эта задержка обошлась дорого для Уильямса и Тула, которые, оставшись без помощи техасцев, были отправлены во внутренние области Мексики. Согласно письму Диммитта, выдержанному в разгневанном тоне и отправленному Остину, Тул умолял своих конвоиров просто убить его, вместо того чтобы отправлять его в Мексику, этот марш, как он полагал, стал бы для него смертельным. Диммитт заключил, что «эти новости, после снисхождения, оказанному пленным, взятым здесь не могли не породить сильного волнения. Люди под моей командой подняли крик, требуя возмездия».

## Прелюдия
Техасский гарнизон располагался в Голиаде в 97 км от Сан-Патрисио. Форт Липантитлан и Сан-Патрисио располагались на разных берегах реки Нуэсес. Территория Мексики лежала южнее о Рио-Гранде в 210 км от Сан-Патрисио. Шум, поднятый техасцами после этапирования Уильямса и Тула, вероятно, подтолкнул Диммитта к мысли взять дела под свой контроль. 31 октября 1835 года он послал одного из своих помощников адъютанта Иру Уестовера с приказом собрать 35 человек и атаковать форт Липантитлан. Трое советников из самоизбранного совещательного комитета: Джон Дж. Линн, майор Джеймс Керр (James Kerr) и Пауэр — отложили свою поездку на Совет, куда они были избраны, чтобы принять участие в бою. Вместо того, чтобы двигаться на юго-запад в прямом направлении к форту Уэстовер отправился на юго-восток в Рефухио. Это даёт основание предполагать, что на самом деле экспедиция направлялась в Копано-бей. В Рефухио к экспедиции присоединились люди, число которых неизвестно. Историк Крейг Роэлл (Craig Roell) полагает, что численность отряда Уестовера увеличилась по меньшей мере на 20 человек, а историк Билл Гронеман (Bill Groneman) оценивает численность отряда в 60—70 человек по достижении Сан-Патрисио.
Тем временем Николас Родригес, командир гарнизона форта Липантитлан, получил приказ беспокоить техасские силы, размещённые в Президио ла Байя. 31 октября Родригес и его люди подошли к Голиаду и узнали, что днём раньше техасцы покинули форт. Мексиканские солдаты незамедлительно пустились в обратный путь. В ходе марша они не встретили ни одного техасца. 1 ноября мексиканцы добрались до Липантитлана и нашли свой форт в сохранности. Не зная, что техасцы собираются делать Родригес с основной массой гарнизона (около 80 человек) повернул обратно к Голиаду, надеясь перехватить техасцев. Для защиты форта остались 21—27 солдат с двумя орудиями.

## Битва
Капитан форта Липантитлан Николас Родригес ожидал, что техасцы пойдут по прямой дороге, и его люди патрулировали северные подходы к форту. Люди Уэстовера подошли с востока, избегнув мексиканских патрулей. В 8 км от Сан-Патрисио Уэстовер получил сведения, что Родригес ищет техасцев. Он приказал техасцам ускорить шаг, и они прибыли в Сан-Патрисио 3 ноября спустя полчаса после заката. В 64 м от форта Уэстовер расположил две небольшие группы солдат для защиты переправ через реку Нуесес. В то время как остаток его отряда готовился к рассветному штурму, на их лагерь набрели двое местных жителей из Сан-Патрисио. Уэстовер арестовал одного из них, Джеймса О’Райли (James O'Riley) за «помощь и поддержку врагу». В обмен на свободу О’Райли предложил уговорить мексиканский гарнизон сдаться. Историкам неизвестно, какие методы убеждения он применил, но к 11 часам вечера мексиканские солдаты сдались без единого выстрела. Они были немедленно освобождены, после того как дали обещание не сражаться больше на время Техасской революции. Техасцы захватили два четырёхфунтовых (1,8 кг) орудия, 18 мушкетов и 3—4 фунта (1,4—1,8 кг) пороха. Они также освободили несколько техасцев, содержавшихся в плену.
На следующий день техасцы сожгли деревянные хижины, примыкающие к форту, и разобрали насыпь. К 3 часам дня они собрали 14 лошадей и приготовились к перевозке орудий обратно в Голиад. В это время Родригес почти преодолел весь путь до Голиада. Перед тем как он достиг Президио ла Байя, один из его шпионов принёс ему новость о взятии техасцами Липантитлана. Родригес и его люди, включая 10 колонистов из Сан-Патрисио, снова двинулись обратно к форту, достигнув его к 4 часам дня.
Техасцы использовали небольшое каноэ, чтобы переправиться через Нуэсес. Когда показались мексиканские солдаты, на восточный берег уже переправилась только половина техасцев. Мексиканцы атаковали, техасцы нашли укрытие в роще. Деревья препятствовали подходу кавалерии, люди Родригеса спешились и атаковали с двух сторон. Техасские винтовки били на 180 м по сравнению с мексиканскими мушкетами Brown Bess, бившими на 64 м. После получасового боя мексиканцы отступили, оставив восемь лошадей и нескольких раненых. Среди техасцев ранен был только один, лейтенант Уильям Бракен (William Bracken), потерявший три пальца. Техасский стрелок А. Дж. Джоунс (A. J. Jones) позднее писал Фаннину о пятерых убитых и 14 раненых мексиканцах, хотя историк Стивен Хардин полагает, что погибло пять мексиканцев и 17 ранено. В письме Джоунса упоминается, что тремя ранеными были алькальд, судья и шериф Сан-Патрисио.

## После битвы
Ввиду отсутствия тяглового скота техасцам было нелегко найти способ перевезти артиллерию. С наступлением ночи пошёл холодный дождь, ввергая людей в состояние моральной подавленности. Полководцы Уестовер, Керр, Линн и Поуэр пришли к решению бросить пушки в воду вместо того, чтобы продолжать борьбу за их сохранение. Техасцы также побросали захваченную амуницию и мушкеты в реку, по их мнению эти запасы были бесполезны для них.
Большинство техасцев переночевало в Сан-Патрисио, в домах симпатизирующих им местных жителей. Мексиканские войска разбили лагерь под открытым небом, недалеко от места битвы. На рассвете Уестовер согласился перевезти раненых мексиканских солдат в Сан-Патрисио для лечения. На следующий день скончался один из раненых, мексиканский лейтенант Марселиньо Гарсиа (Marcellino Garcia). Он был личным другом Линна, и техасцы похоронили его с почестями.
Уэстовер отправил гонца к Родригесу, прося его о «другой приятной встрече». Родригес отклонил предложение и вместе с оставшимися у него солдатами отступил к Матаморосу. После их отбытия в Техасе осталась только одна мексиканская группировка в Бехаре (под командованием генерала Коса). Техасцы контролировали побережье залива, и вся связь между Косом и внутренними областями Мексики могла осуществляться только посуху. Этот долгий путь замедлял доставку сообщений, снабжение и приход подкреплений. Согласно Гронеману, возможно, это и внесло свой вклад в последующее оставление Косом Бехара, после чего в Техасе вообще не осталось мексиканских солдат.
На пути в Голиад отряд Уэстовера повстречал Агустина Вьеска, недавно свергнутого губернатора Коахилья-и-Техас. Несколькими месяцами раньше Вьеска был пленён мексиканской армией за отрицание намерений Санта-Анны расформировать местные законодательные органы власти. Он и члены его кабинета были освобождены симпатизирующими им солдатами и немедленно отправлены в Техас, чтобы воссоздать местное правительство. Уестовер и его люди сопроводили их как военный эскорт и прибыли в Голиад 12 ноября. Диммитт приветствовал Вьеску, но отказался признать его власть как губернатора. Гарнизон поднял шум, многие поддержали губернатора, в то время как другие полагали, что Техас станет независимым государством и, следовательно, не признает мексиканского губернатора.
Диммитт подверг наказанию Уестовера за невыполнение им приказов в ходе экспедиции Уестовер отказался сделать официальный рапорт Диммитту. Вместо этого он послал письменный рапорт Сэму Хьюстону, главнокомандующему регулярной армией. По мнению Уэстовера, «все люди храбро сражались, те, кто был на противоположном берегу, лишили врага возможности действовать на флангах выше и ниже переправы, что они сделали весьма эффектно». Хьюстон с похвалой отозвался о поведении и храбрости офицеров и людей, этим он значительно себя оправдали в деле и тем самым заслужили себе репутацию и славу для своей страны. Это была первая вооружённая стычка после битвы при Голиаде. Согласно историку Хобарту Хьюсону (Hobart Huson), победа «вновь подняла дух народа». Новости о битве разнеслись по всем Соединённым штатам, многие американские газеты хвалили техасцев.
Неудача и уход мексиканской армии вдохновили федералистов в Сан-Патрисио. Они вскоре взяли под контроль муниципальное правительство, сформировали милицию и выбрали делегатов, которые должны были их представлять в Совете. Однако среди населения города такого единства не наблюдалось, многие всё ещё поддерживали централистское правительство Мексики. Достигнув Матамороса, Родригес отправил письмо городским лидерам. Письмо предупреждало, что мексиканская армия вернётся и поддержит население Сан-Патрисио в их отречении от восстания. Один из федералистов Сан-Патрисио позднее писал Диммитту: «У нас нет ни людей, ни средств, чтобы выстоять против любых сил, которые они пошлют против нас». Техасцы не оставили гарнизона в или вне Сан-Пастрисио. В 1836 году во время вторжения Санта-Анны в Техас генерал Хосе де Урреа повёл мексиканские силы вдоль береговой линии Техаса и 27 февраля взял Сан-Патрисио.
В 1937 году земли, на которых располагался бывший форт Липантитлан, были подарены штату Техас. В 1949 году департамент парков и дикой природы Техаса взял участок под свой контроль. Сейчас исторический государственный парк Липантитлана занимает площадь в 2 га в округе Нуэсес. Каменный указатель показывает местоположение бывшего форта.

## Комментарии
1. ↑  Впоследствии Совет также отказался признать власть губернатора Вьески, учредив вместо этого пост генерального консула для управления Техасом. Huson (1974), p. 123.
2. ↑  Не сохранилось никаких записей, свидетельствующих о неподчинении Уестовера.